# Ричардс, Леррон
Леррон Джермейн Ричардс (англ. Lerrone Jermaine Richards; род. 25 августа 1992, Каршалтон, Суррей, Англия, Великобритания) — английский боксёр-профессионал, выступающий во второй средней и в полутяжёлой весовых категориях. Бронзовый призёр чемпионата Англии (2013) в любителях.
Среди профессионалов действующий чемпион мира по версии IBO (2021—н. в.), и бывший чемпион Европы по версии EBU (2021) во 2-м среднем весе.

## Биография
Леррон Джермейн Ричардс родился 25 августа 1992 года в городе Каршалтон, в Англии.

## Любительская карьера
В 2013 году стал бронзовым призёром чемпионата Англии в среднем весе.

## Профессиональная карьера
29 сентября 2013 года Леррон Ричардс успешно дебютировал на профессиональном уровне во 2-м среднем весе, победив решением судьи поляка Роберта Студзинского (2-13).

## Список профессиональных поединков
В таблице перечислены результаты всех поединков боксёров.
В каждой строке указан результат поединка. Дополнительно номер поединка обозначен цветом, который обозначает итог поединка. Расшифровка обозначений и цветов представлена в нижеследующей таблице.
| Пример | Расшифровка                     |
| ------ | ------------------------------- |
|        | Победа                          |
|        | Ничья                           |
|        | Поражение                       |
|        | Планируемый поединок            |
|        | Поединок признан несостоявшимся |
| КО     | Нокаут                          |
| ТКО    | Технический нокаут              |
| PTS    | Решение судей (по очкам)        |
| UD     | Единогласное решение судей      |
| MD     | Решение большинства судей       |
| SD     | Раздельное решение судей        |
| RTD    | Отказ от продолжения боя        |
| DQ     | Дисквалификация                 |
| NC     | Поединок признан несостоявшимся |

| 16 поединков, 16 побед (3 нокаутом). | 16 поединков, 16 побед (3 нокаутом). | 16 поединков, 16 побед (3 нокаутом). | 16 поединков, 16 побед (3 нокаутом). | 16 поединков, 16 побед (3 нокаутом).       | 16 поединков, 16 побед (3 нокаутом). | 16 поединков, 16 побед (3 нокаутом).                                                                                        |
| Бой                                  | Рекорд                               | Дата боя                             | Соперник                             | Место проведения боя                       | Раундов, время                       | Дополнительно |
| ------------------------------------ | ------------------------------------ | ------------------------------------ | ------------------------------------ | ------------------------------------------ | ------------------------------------ | --- |
| 16                                   | 16-0                                 | 18 декабря 2021                      | Карлос Гонгора (20-0)                | Манчестер Арена, Манчестер, Великобритания | SD 12 (12)                           | Счёт судей: 112-116, 115-113 (дважды). Завоевал титул чемпиона мира по версии IBO (2-я защита Гонгоры) во 2-м среднем весе. |
| 15                                   | 15-0                                 | 15 мая 2021                          | Джованни Де Каролис (28-9-1)         | Манчестер Арена, Манчестер, Великобритания | UD 12 (12)                           | Счёт: 119-109, 120-108 (дважды). Завоевал вакантный титул чемпиона Европы по версии EBU во 2-м среднем весе.                |